# Cortex auditif
Le cortex auditif est la partie du cerveau qui analyse les informations auditives, c'est-à-dire les informations extraites des sons par l'ouïe. Il occupe la partie supérieure du lobe temporal.
Comme d'autres aires sensorielles, le cortex auditif est organisé hiérarchiquement en aires primaires, secondaires et tertiaires qui sont anatomiquement organisées de façons concentriques dans les parties supérieures et moyennes du lobe temporal : le cortex primaire, localisé au niveau du gyrus de Heschl est entouré des aires secondaires, elles-mêmes encerclées d'aires tertiaires et associatives.

## Cortex auditif primaire
La surface supérieure du lobe temporal (correspondant à l’aire 41 de Brodmann) est appelée aussi gyrus de Heschl (du nom de Richard Ladislaus Heschl, un anatomiste autrichien). Elle est le siège des aires auditives primaires qui constituent le cortex auditif primaire où s’effectuent les premiers traitements des informations auditives. Ces informations viennent des relais sous-corticaux du colliculus inférieur comme le corps genouillé médial du thalamus, suivant la voie des afférences sensorielles auditives. Ce cortex auditif primaire est composé de trois sous-régions qui ont une organisation tonotopique, qui est une projection point par point reproduisant l’architecture de la cochlée qui répartit les signaux suivant la hauteur de la fréquence des ondes sonores. Ce cortex nous permet de distinguer et mémoriser les différentes fréquences sonores (son grave ou aigu), mais aussi de connaître l’intensité du son (fort ou faible), sa durée et son timbre.

## Cortex auditif secondaire (ou aires associatives auditives)
Autour du cortex auditif primaire, les régions qui entourent le cortex auditif primaire sont appelées "aires de la ceinture" (correspondant aux aires 42 et 22 de Brodmann). Elles constituent le cortex auditif secondaire qui va permettre des traitements auditifs de plus haut niveau. Elles vont recevoir des afférences sensorielles plus diffuses, issues de différents noyaux du thalamus. L’aire de Wernicke (du nom de Carl Wernicke, neurologue et psychiatre allemand) se situe à l’arrière du cortex auditif primaire (sur le planum temporal mais débordant en partie sur le lobe pariétal), dans le lobe temporal gauche ou hémisphère dominant. C’est là où va se faire la compréhension des mots du langage, et la catégorisation de ces mots (par exemple : mots concrets ou abstraits…). C’est le lieu de la mémoire sémantique (où sont stockées les informations conceptuelles, dénominatives). Une lésion de l’aire de Wernicke provoque une aphasie du même nom qui se caractérise par une incompréhension du langage oral.
Dans le lobe temporal droit, les aires de la ceinture sont impliquées dans le traitement de la musique, la prosodie du langage, la tonalité, la reconnaissance de la voix.
Mais les fonctions du lobe temporal s'étendent aussi à d'autres aspects du langage (comme la dénomination, la mémoire verbale, la lecture).

## Aires associatives

### Pathologies associées
Voir surdité